# نورث أتلبورو (ماساتشوستس)
نورث أتلبورو (بالإنجليزية: North Attleborough, Massachusetts)‏ هي معلم جغرافي تقع في الولايات المتحدة في مقاطعة بريستول (ماساشوستس). يقدر عدد سكانها بـ 28,712 نسمة ومساحتها 49.3 كم2 وترتفع عن سطح البحر 61 متر.

## أعلام
- أنتوني شيرمان
- كريس سوليفان
- جيف ساذرلاند
- لويس وايلد